# Lobodîne, Hadeaci
Lobodîne (în ucraineană Лободине) este un sat în comuna Krasnoznamenka din raionul Hadeaci, regiunea Poltava, Ucraina.

## Demografie
Componența lingvistică a localității Lobodîne
     Ucraineană (98,58%)
     Română (1,42%)
Conform recensământului din 2001, majoritatea populației localității Lobodîne era vorbitoare de ucraineană (98,58%), existând în minoritate și vorbitori de română (1,42%).